# Slump-Test (Neurologie)
Beim Slump-Test wird im Rahmen einer neurologischen und/oder orthopädischen Befundaufnahme überprüft, ob eine nervale Struktur (peripherer Nerv, Rückenmark) in ihrer Beweglichkeit verändert ist. Die häufigste Ursache hierfür ist der Bandscheibenvorfall. Hier drückt die Vorwölbung oder gar ein ausgetretener Bandscheibenkern auf den Nerv. Dieser ist dadurch nur eingeschränkt bewegungsfähig. Wird ein Nerv durch einen Bandscheibenvorfall in der Lendenwirbelsäule gequetscht, ist es dem Patienten nicht möglich, sich schmerzfrei nach vorn zu beugen. Hierfür müsste sich der Nerv minimal nach caudal (unten) verschieben. Eine Diagnostik ist durch Bildgebende Verfahren, wie zum Beispiel durch eine Kernspintomographie-Untersuchung, möglich, jedoch ist hierbei nur bedingt eine Aussage zur tatsächlichen Funktionseinschränkung möglich. Der Slump-Test (englisch: to slump = zusammensacken, zurückgehen; slump = plötzliche Abnahme) ergänzt diese Bildgebung.

## Durchführung des Tests
Test-Position: sitzend am Bankrand, Oberschenkel unterlagert
Der Patient wird angewiesen, seine Hände hinterm Körper zusammenzuhalten – auf eine gestreckte Brustwirbelsäulenposition ist seitens des Testers zu achten. Der Patient wird aufgefordert, sich vom Kopf her nach unten „einzurollen“. Dies geschieht, bis eine Mitbewegung der Brustwirbelsäule eintritt. Das Nervensystem ist von cranial her in Vordehnung.
Der Tester hält den flektierten Kopf in der eingestellten Position und fordert den Patienten auf, ein Bein mit angezogenem Fuß zu strecken (caudale Vordehnung).
Im dritten Schritt soll der Patient den Kopf wieder in eine neutrale Position bewegen. Anschließend kann der Test mit dem anderen Bein wiederholt werden.
Der Test gilt als positiv, wenn sich die Beschwerden in der gespannten Position verstärken und bei Lösung der Nackenvordehnung wieder verringern. Funktionell wird dann darauf geschlossen, dass der Ischiasnerv (auf der Seite des untersuchten Beins) in seiner normalen Beweglichkeit nicht frei ist.

### Testgenauigkeit
Der Slump-Test weist bei exakter Durchführung unter Ausschluss von Nebenbewegungen eine Sensitivität von 0.84 und eine Spezifität von 0.83 auf.